# Карл Шуман
Карл Шуман (Минстер, 12. мај 1869 — Берлин, 24. март 1946) био је немачки спортиста који је са освојене 4 златне медаље био најуспешнији спортиста на првим Олимпијским играма 1896. у Атини.
Карл Шуман је био члан Немачке олимпијске гимнастичарске репрезентације на олимпијским играма. Освојио је златну медаљу на разбоју и вратилу у екипној конкуренцији и у прескоку појединачно. Исто тако учествовао је у појединачној конкуренцији на разбоју, коњу са хватаљкама и круговима, али без значајнијег успеха. У дисциплини кругови завршио је на петом месту.
Поред успеха у гимнастици, Шуман је остварио успех и у рвању освојивши златну медаљу у грчко-римском стилу.
Карл Шуман се такмичио и у дизању тегова са две руке и атлетици. У атлетици се такмичио у конкуренцији 9 атлетичара у скоку удаљ, но према неким несигурним подацима није се пласирао међу прва 4. Пети је био у троскоку, а у бацању кугле поделио је пето место са још двојицом такмичара.
У дизању тегова са два руке поделио је четврто место.
Карл Шуман преминуо је у Берлину 24. марта 1946. године.